# Light Infection
「Light Infection」 (ライト・インフェクション)은 일본의 밴드, Prague의 음악으로, 2번째 싱글이다. 2009년 12월 9일에 Ki/oon Records에서 발매되었다.

## 해설
전작 「Slow Down」으로부터 3개월만에 릴리스된 싱글로, 첫 오리콘 차트 인을 맺었다.
초회생산한정판과 통상판(초회샤양 있음)의 2가지 형태로 릴리스되었다. 초회판에는 「Light Infection」의 뮤직 비디오를 수록한 DVD와 제휴 업체의 애니메이션 "은혼" 특제 어나더 자켓이 부속되어 있다. 이 자켓은, 통상판의 초회사양에도 부속되어 있다.

## 수록 내용

### CD
- 전곡 작사: 스즈키 유우타 작곡・편곡: Prague

1. Light Infection (3:55)
  - TV 도쿄 계열 애니메이션 "은혼" 제 8기 오프닝 테마[1]
  - TV 도쿄 계열 "JAPAN COUNTDOWN" 2009년 12월 오프닝 테마
  - 드럼 담당의 이토(伊東)가 경험한 사건을 바탕으로 만들어진 곡으로[2], 가사는 그 사건을 들은 보컬 담당의 스즈키가 생각한 것을 표현했다.[2]
2. 베개바람(枕風) (3:57)

### 초회판부속 DVD
1. Light Infection（Music Clip）

## 수록 앨범
오리지널
- "Perspective" (#1)

콤필레이션
- "은혼BEST2" (#1)